# Апингтония
Апингтония или Республика Апингтония (нидерл. Die Republiek van Upingtonia; африк. Republiek van Upingtonia) — бурская республика в области современной Намибии. Основана 20 октября 1885 года, в 1886 году она изменила своё название на Лейденсруст. В 1887 году она объединилась с Германской Юго-Западной Африкой.

## История
В период с 1874 по 1880 год фермеры мигрировали из Трансвааля к югу современной Анголы. Там они вступили в конфликт с португальской колониальной властью, и некоторые из их числа решили вернуться в Трансвааль, в то время как другие мигрировали дальше на юг.
В 1885 году Уильям Уортингтон Джордан купил у вождя овамбо Камбонде участок земли площадью 50000 квадратных километров за 300 фунтов, 25 единиц огнестрельного оружия, одну лошадь и бочку коньяка. Эта земля простиралась почти на 170 километров от Окаукуео на западе до Фишерз Пэн на востоке. Вождь Камбонде надеялся, что Джордан поможет ему победить своего соперника за власть, Нехале.
Между 1876 и 1879 годами в ходе Дорсланд Трек буры перешли эту территорию, направляясь к Анголе. В 1885 году некоторые из этих путешественников вернулись и поселились в Хрутфонтейне, на земле, которую им бесплатно предоставил Джордан. О создании Республики Апингтонии было объявлено 20 октября 1885 года. В то время население Апингтонии составляло около пяти сотен поселенцев. Государство было названо в честь Томаса Апингтона, премьер-министра Капской колонии, от которого новое государство ожидало поддержки, однако она так и не последовала. Под влиянием возвращения буров в Трансвааль из южной Анголы название государства было изменено из Лейденсруст (нидерл. Lijdensrust) или Лиденсруст (1886)
Столицей Апингтонии был Хрутфонтейн, главой государства — президент Джордж Дидерик П. Принслу. Новое государство боролось с гереро и попало в сферу немецкого влияния. В 1886 году Джордан был убит Нехале Мпинганой и республика пала. В следующем году её территория была включена в состав Юго-Западной Африки.